# Steinbach-Hallenberg
Steinbach-Hallenberg est une commune de Thuringe, dans l'arrondissement de Schmalkalden-Meiningen, en Allemagne.

## Histoire
| Appartenances historiques Comté d'Henneberg 1037–1274 Comté d'Henneberg-Hartenberg 1274–1391 Comté d'Henneberg-Römhild 1391–1549 Comté d'Henneberg-Schleusingen 1549–1583 Landgraviat de Hesse-Cassel 1583–1803 Électorat de Hesse 1803–1807 Royaume de Westphalie 1807–1813 Électorat de Hesse 1813–1866 Royaume de Prusse (Province de Hesse-Nassau) 1866–1918 République de Weimar 1918–1933 Reich allemand 1933–1945 Allemagne occupée 1945–1949 Allemagne 1949–présent |

De 1868 à 1944, Steinbach-Hallenberg a fait partie de la province de Hesse-Nassau.

## Personnalités liées à Steinbach-Hallenberg
- Johann Friedrich Doles (1715-1797), compositeur
- Johann Christian Friedrich Hæffner (1759-1833), compositeur suédois
- Hans von Obstfelder (1886-1976), général allemand de la Seconde Guerre mondiale
- Hellmuth Mäder (1908-1984), général
- Rolf Recknagel (1918-2006), universitaire et anarchiste est-allemand spécialiste de littérature
- Siegfried Herrmann (1932-2017), coureur de fond
- Helmut Recknagel (né en 1937), sauteur à ski
- Karl-Heinz Luck (1945-2024), coureur de combiné nordique
- Manfred Wolf (né en 1948), sauteur à ski
- Sigrun Krause (née en 1954), fondeuse
- Katherine Sauerbrey (née en 1997), fondeuse

## Jumelage
- Lohra (Allemagne) depuis le 1er février 1992[1]